# Nicklas Helenius
Nicklas Helenius Jensen, född 8 maj 1991 i Svenstrup, Danmark, är en dansk fotbollsspelare som spelar för AaB i Superligaen. Han spelar även för Danmarks landslag.

## Karriär
I januari 2023 blev Helenius klar för en återkomst i AaB, där han skrev på ett treårskontrakt.